# Elaphropus haemorrhoidalis
Elaphropus haemorrhoidalis es una especie de escarabajo del género Elaphropus, de la subfamilia Trechinae, orden Coleoptera.

## Distribución
Se distribuye por Francia, Países Bajos, Alemania, Austria, Chequia, Eslovaquia, Hungría, Polonia, Ucrania, Portugal, Italia, Malta, Croacia, Macedonia del Norte, Albania, Grecia, Bulgaria, Moldavia, Marruecos, Túnez, Libia, Egipto, Israel, Palestina, Jordania, Líbano, Siria, Turquía, Chipre, Irak, Omán, Yemen, Irán, islas Canarias, Georgia, Armenia, Azerbaiyán, Turkmenistán, Cabo Verde, Senegal, Gambia, Guinea, Sierra Leona, Costa de Marfil, Sudán, Eritrea, Somalia, República Democrática del Congo, Kenia, Tanzania, Namibia, Sudáfrica, Madagascar, Pakistán y Rusia.

## Taxonomía
Fue descrita por Ponza en 1805.